# King & Queen
King & Queen är ett musikalbum med duetter av Otis Redding och Carla Thomas som lanserades 1967 på Stax Records. Det var den sista studioskivan som släpptes med Otis Redding innan hans död. På skivan medverkar även Booker T. & the M.G.'s och Isaac Hayes. Från skivan släpptes låtarna "Knock on Wood" och "Tramp" som singlar och blev hitsinglar både i Storbritannien och USA.

## Låtlista
(låtskrivare inom parentes)
1. "Knock on Wood" (Steve Cropper, Eddie Floyd) - 2:48
2. "Let Me Be Good to You" (Isaac Hayes, David Porter, Carl Wells) - 2:48
3. "Tramp" (Lowell Fulson, Jimmy McCracklin) - 3:00
4. "Tell It Like It Is" (George Davis, Lee Diamond) - 3:13
5. "When Something Is Wrong with My Baby" (Hayes, Porter) - 3:14
6. "Lovey Dovey" (Ahmet Ertegün, Eddie "Memphis" Curtis) 2:33
7. "New Year's Resolution" (Randle Catron, Willie Dean "Deanie" Parker, Mary Frierson) - 3:14
8. "It Takes Two" (Sylvia Moy, William "Mickey" Stevenson) - 3:03
9. "Are You Lonely for Me, Baby?" (Bert Berns) - 3:14
10. "Bring It On Home to Me" (Sam Cooke) - 3:14
11. "Ooh Carla, Ooh Otis" (Alvertis Isbell, Otis Redding) - 2:32

## Listplaceringar
- Billboard 200, USA: #36[1]
- Billboard R&B Albums: #5
- UK Albums Chart, Storbritannien: #18[2]